# منهدرة زويفلية
المنهدرة الزويفلية (الاسم العلمي: Enhydrina zweifeli) هي نوع من الأفاعي من جنس المنهدرة تنتمي لأسرة ثعابين البحر (الغيدقاوات) من فصيلة العرابيد. يتم العثور عليها من غينيا الجديدة إلى أستراليا (الإقليم الشمالي وكوينزلاند). في الماضي كان يُعتقد أنها منهدرة متشققة ولكن بعد اختبار الحمض النووي أصبح يتم تحديدها مؤقتًا باسم المنهدرة الزويفلية. أظهر اختبار الحمض النووي أنها لا تتعلق بالمنهدرة المتشققة.
تتواجد في البحر المفتوح الضحل ومصبات الأنهار والبحيرات الساحلية وغابات المنغروف وعادة في الماء من عمق 3.7-22.2 متر. وتوجد عادة فوق القيعان الناعمة مثل الطين والرمل. تم العثور عليها في بعض بحيرات المياه العذبة في كمبوديا والهند. وقد اكتشف أن المنهدرة تستطيع السفر نحو أعالي الأنهار. تم العثور على واحدة 7 كيلومتر في أعلى نهر في غوا في الهند.